# Peter Henry Abrahams
Peter Henry Abrahams, pseud. Peter Graham (ur. 3 marca 1919 w Vrededorp k. Johannesburga, zm. 18 stycznia 2017 w Saint Andrew na Jamajce) – południowoafrykański prozaik, autor powieści społeczno-politycznych i obyczajowych, z których wiele zostało przetłumaczonych na język polski. W swoich utworach często podejmował tematykę dyskryminacji rasowej oraz segregacji południowoafrykańskiej, czemu wyraźnie się sprzeciwiał. Często portretował ludność kolorową żyjącą w złych warunkach.
Pierwszą powieść, A Black Man Speaks of Freedom, wydał w 1940. Inne ważne dzieła: Murzyn z kopalni złota (1946, wyd. pol. 1948), Szlakiem gromu (1948, wyd. pol. 1956), Ciemność (1965, wyd. pol. 1968), This Island Now (1966), zbiór opowiadań Dark Testament, autobiografia Tell Freedom: Men of Africa (1954).
W 1939 wyemigrował z RPA i osiadł Londynie. Od 1956 mieszkał na Jamajce.